# Wassu
Wassu (Wasu, Wassu-Cocal, Uassu-cocal), neklasificirano pleme američkih Indijanaca, nastanjeno na području brazilske države Alagoas na rezervatu Terra Indígena Wassu-Cocal, 70 kilometara sjeverno od grada Maceio, općine: Joaquim Gomes i Novo Lino. 
Njihovo porijeklo nije razjašnjeno. Jezik im je izumro i danas se koriste portugalskim. Populacija: 1,024 (1995 AMTB); 1.447 (Funai 2000).